# Spengler Cup 2021
Der Spengler Cup 2021 (französisch Coupe Spengler 2021) sollte als 94. Auflage des gleichnamigen Wettbewerbs vom 26. bis 31. Dezember 2021 im Schweizer Luftkurort Davos stattfinden. Er musste nur einen Tag vor Turnierbeginn am 25. Dezember abgesagt werden. 
Neben dem Gastgeber HC Davos und dem seit dem Spengler Cup 1984 traditionell teilnehmenden Team Canada waren ursprünglich mit dem HC Ambrì-Piotta ein zweites Team aus der Schweiz sowie drei internationale Teams, der schwedische Frölunda HC, KalPa aus Finnland und der HC Sparta Prag aus Tschechien, als Teilnehmer vorgesehen.
Am 20. Dezember 2021 wurde bekannt gegeben, dass sich das Team Canada sowie Ambrì-Piotta vom Turnier zurückziehen würden. Die Leventiner befanden sich nach mehreren Corona-Fällen im Team in Quarantäne. Das Team Canada konnte aufgrund der durch die COVID-19-Pandemie erschwerten Reisebedingungen nicht teilnehmen. Als internationaler Teilnehmer rückte der slowakische HC Slovan Bratislava nach. Zudem erklärten sich die Berner Clubs SC Bern, SCL Tigers und EHC Biel dazu bereit, die gemischte Auswahl Bern Selection mit Spielern aus allen drei Clubs ans Turnier zu schicken.
Am 25. Dezember wurde bekannt, dass sich mehrere Spieler des HC Davos mit dem Coronavirus angesteckt hatten. Der Kantonsarzt des Kantons Graubünden setzte deshalb das ganze Team unter Quarantäne. Gleichzeitig entzog der Kanton Graubünden dem Verein die Bewilligung für das Turnier.